# تاكاهيرو ميورا
تاكاهيرو ميورا (بالكانا:みうら たかひろ) هو ممثل ياباني، ولد في 10 نوفمبر 1985 في اليابان.

## اعمال

### افلام
- القمر المتجول (2022)

## وصلات خارجية
- تاكاهيرو ميورا على موقع IMDb (الإنجليزية)
- تاكاهيرو ميورا على موقع ألو سيني (الفرنسية)
- تاكاهيرو ميورا على موقع قاعدة بيانات الفيلم (الإنجليزية)